# Алексиче
Алексиче (пољ. Aleksicze) насеље је у административном округу Гмина Заблудов, у склопу Повјата Бјалостоцком у Војводству подласком, на североистоку Пољске.
Према попису из 2005. године, у насељу је живело 60 становника.